# 根川 (日野市)
根川（ねがわ）は、東京都日野市内を流れる準用河川のひとつである。

## 概要
東京都日野市の万願寺2丁目37‐12付近で、日野用水ともう一つの水路が合流して、根川の起点となる。そこから万願寺1丁目‐2丁目の入り組むところを進みながら、根川大橋という橋で上田用水が合流してくる。この橋を過ぎてからは一旦左に進むが、下田橋付近から公園橋付近までは大きく右に曲がる。その後、多摩川に沿って石田大橋をくぐり、浅川水再生センターや日野市クリーンセンターのある石田1丁目をほぼ直線に進む。クリーンセンターを過ぎたあたりからは水底に段が設けられているため、水の流れる速度は速く騒音も大きい。その後、多摩川に合流する。
流域全体が程久保川のような三面護岸構造であり、日野用水や上田用水が流入する。ただしこれらの水路には生活廃水が流れ込むため、水の清浄度は低めであり、下流では泥臭がすることもある。全流域にフェンスが張られており、河川へ立ち入ることはできない。水深はかなり浅く、水鳥が水底に足をつけて休んでいるのを見かけることもある。
石田大橋付近から、流域最後の橋付近までの約1kmは桜並木となっており、満開時の景色は圧巻である。そのため普段は閑散としているこの地域も春には花見客でにぎわう。

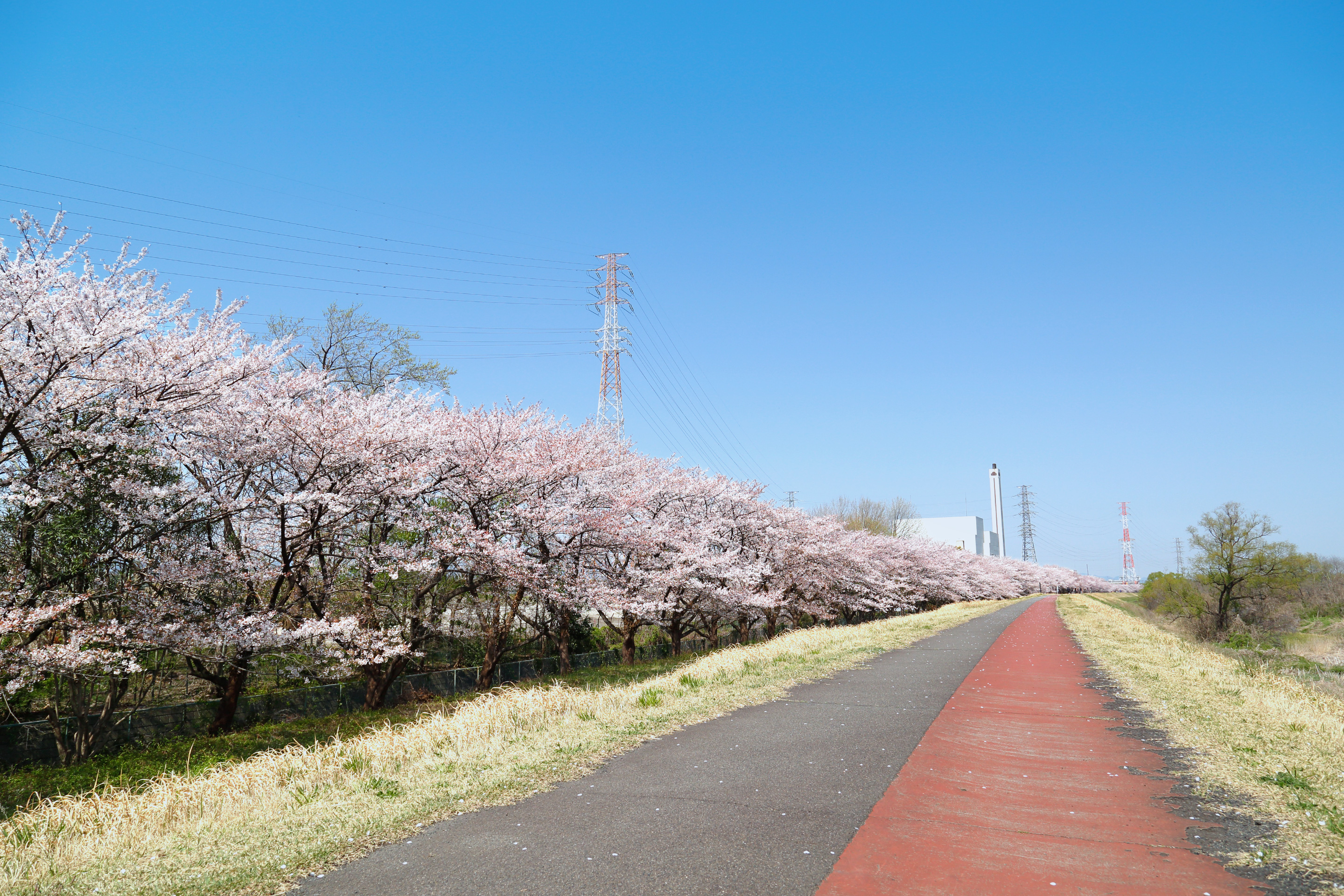
桜が満開時の当地 石田大橋付近から約1キロ程続いている
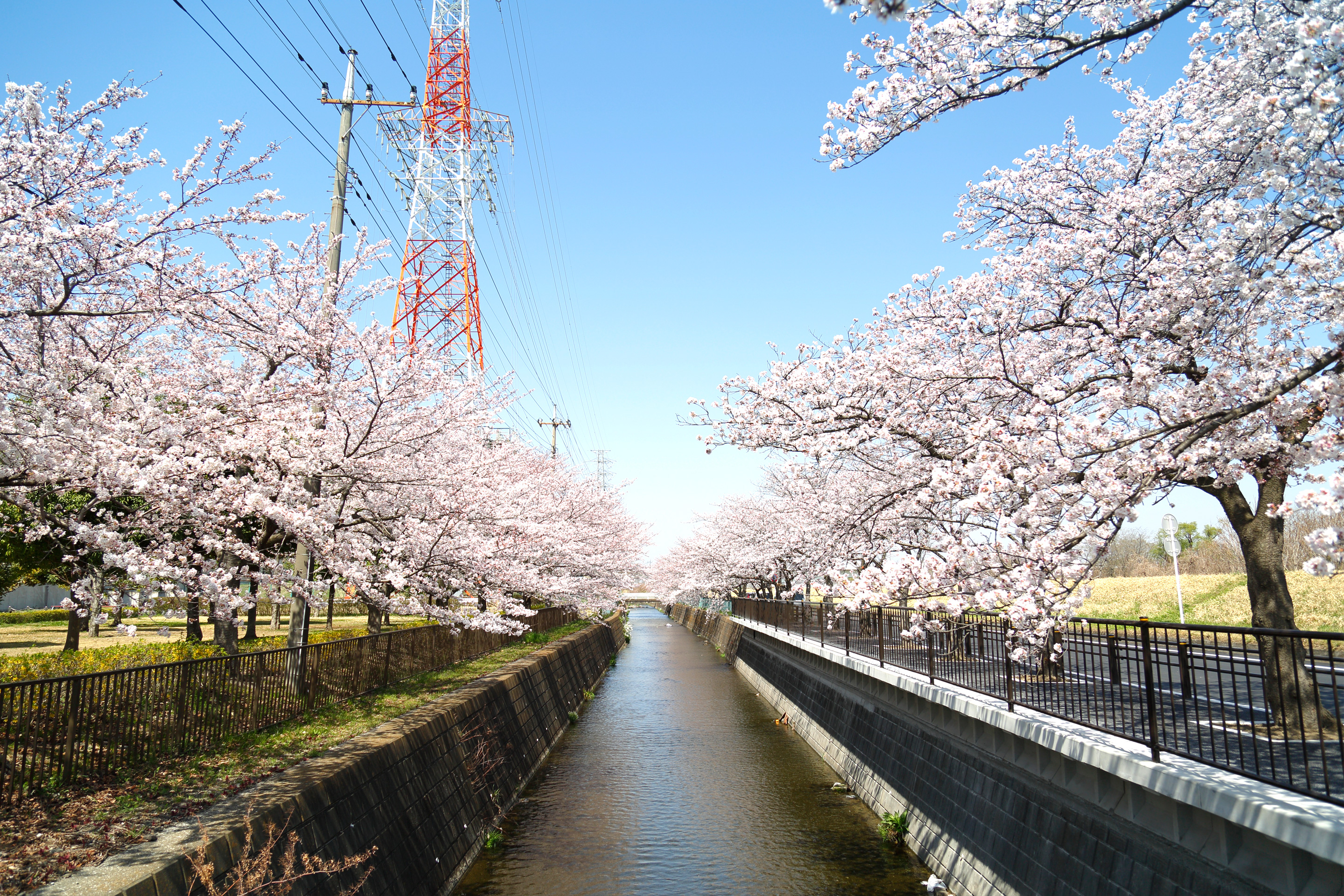
2015年3月

## 特徴
この河川について特筆できることは、本河川にかかる橋の名称と流域の公園の名称が関連している場合が多いことが挙げられる。ここではそれを下記の表に流域順で記す。
| 橋の名称        | 最も近い名称の公園         |
| --------------- | -------------------------- |
| 源平島橋        | 源平島西公園・源平島東公園 |
| 根川大橋        | 根川公園                   |
| 水車橋          | 水車公園                   |
| 下田橋          | 下田住宅公園               |
| 北河（川?）原橋 | 北川原公園                 |

## 橋の一覧（流域順）
橋の構造や外観は、その場所の道幅・川幅を除くと基本的に統一されている。
1. 下萬橋（厳密には日野用水上にある）
2. 名称不明01
3. 源平島橋
4. 根川大橋
5. 水車橋
6. 下田橋
7. 北河原橋=※銘板の漢字が欄干の物は「河」で、桁の物は「川」となっている。
8. 公園橋
9. 名称不明02
10. 名称不明03
11. 名称不明04
12. 名称不明05
13. 名称不明06
14. 名称不明07
15. 名称不明08
16. 名称不明09
17. 名称不明10
18. 名称不明11
19. 日野市クリーンセンターの先にある流域最後の橋（名称無し）